# 百敖软件
南京百敖软件股份有限公司成立于2006年,是由北京中科院软件中心有限公司以及其他持股公司共同发起的成立一家以个人计算机BIOS为主要产品的计算机软件公司。公司总部位于中国江苏省南京市浦口区。南京百敖是美国英特尔公司授权的BIOS与英保通合作伙伴。

## 加入的国际组织
- 统一可扩展固件接口论坛
- 可信计算组织